# Plantago libyca
Plantago libyca är en grobladsväxtart som beskrevs av Beguinot och Vacc.. Plantago libyca ingår i släktet kämpar, och familjen grobladsväxter. Inga underarter finns listade i Catalogue of Life.